# Stethispa gratiosa
Stethispa gratiosa es una especie de insecto coleóptero de la familia Chrysomelidae.
Fue descrita científicamente en 1864 por Baly.